# Danielle Smith

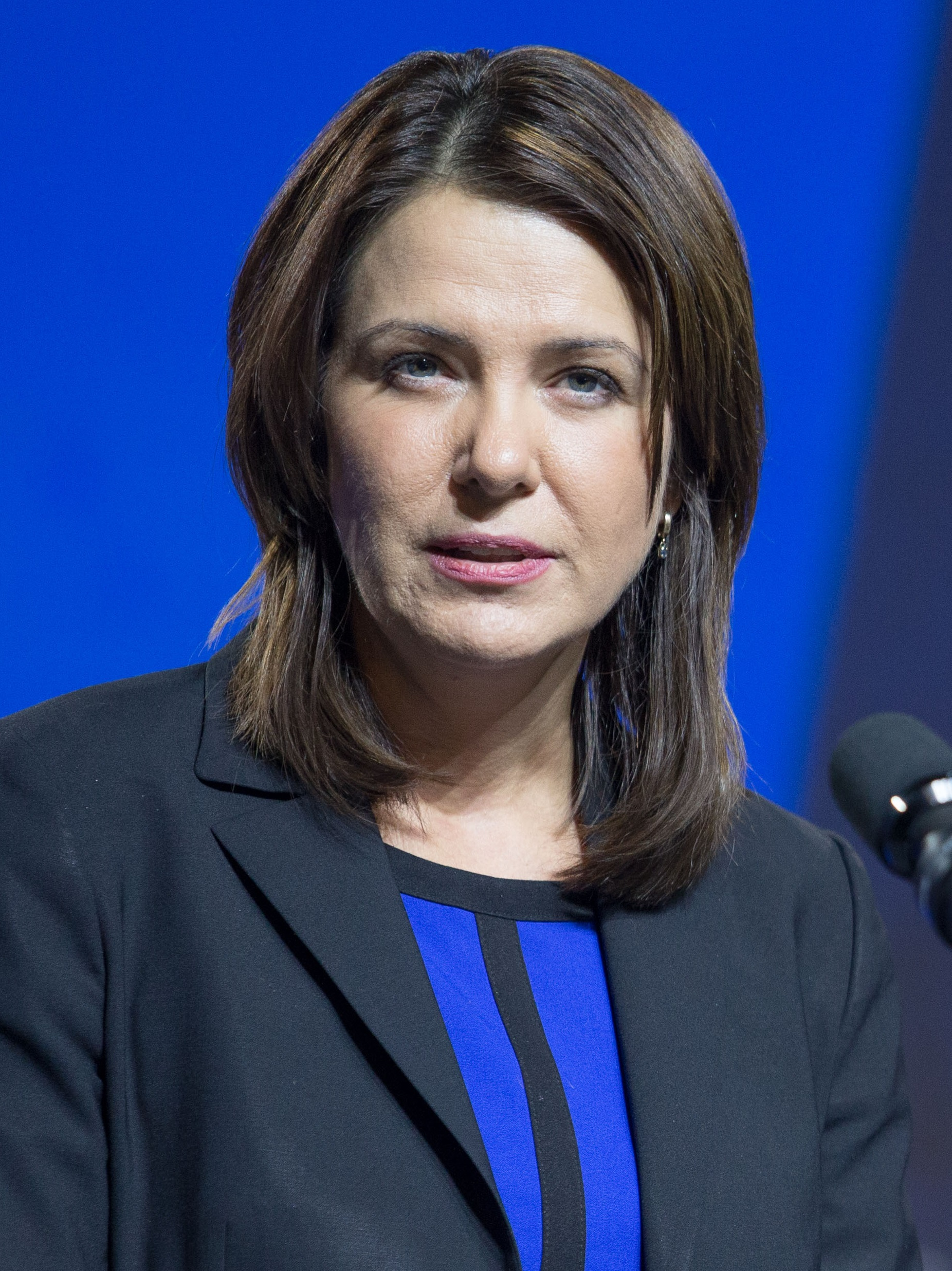
Danielle Smith (2014)

Danielle Smith (* 1. April 1971 als Marlaina Danielle Smith in Calgary) ist eine kanadische Politikerin und ist seit 2022 amtierende Premierministerin der kanadischen Provinz Alberta.

## Leben
Sie ist das zweite von insgesamt fünf Kindern von Doug Smith und Sharon Smith. Ihr Name Marlaina ist eine Anlehnung an das Lied „Marlena“ von The Four Seasons. Bereits als kleines Kind wurde sie aber nur noch Danielle gerufen. Sie war Mitglied bei den kanadischen Pfadfinderinnen und half schon früh bei der Beaufsichtigung ihrer Geschwister. Zudem fing sie bereits während der High School an, in einem Bingoladen und bei McDonalds zu jobben.
Mit Jobs finanzierte sie auch ihr Studium zwischen 1988 und 1993 an der University of Calgary. Sie schloss mit einem Master of Arts in Englisch ab und ging nach Vancouver, um Schauspielerin zu werden. Sie spielte wenige Nebenrollen in Film und Fernsehen und musste ihr Geld zusätzlich als Kellnerin verdienen. Deshalb kehrte sie an die University of Calgary zurück. Sie studierte zwischen 1995 und 1997 Wirtschaftswissenschaften.
Danielle Smith heiratete ihren Kommilitonen Sean McKinsley, den sie an der Universität kennengelernt hatte. Das Paar ließ sich ein paar Jahre später scheiden. Im Jahr 2006 heiratete sie David Moretta, einen Geschäftsmann, der zum Zeitpunkt der Hochzeit leitender Produzent einer Interviewshow bei Global Television Network war. Später arbeitete er bei der Zeitungsagentur Sun Media. Das Ehepaar befürchtete den Vorwurf der Einflussnahme von David Moretta zu Gunsten seiner Frau. Sie beschlossen daher, dass er seine Führungsposition aufgibt. Danach eröffneten die beiden ein Restaurant in High River, einem Stadtteil im Süden von Calgary. Dort leben sie mit Jonathan, dem Sohn des Ehemannes.

## Frühe politische Karriere
Im Jahr 1997 trat Danielle Smith in eine Gruppierung ein, welche sich für die Eigentumsrechte, den Schutz von gefährdeten Arten und das Rauchen in Innenräumen einsetzte. In dieser Zeit wurde Jason Kenney erstmals für die „Reformpartei Kanadas“ in das Unterhaus gewählt. Diese existierte von 1986 bis 2000  und wurde als Protestpartei gegründet. Nachdem sie es nicht schaffte in Kanada an Einfluss zu gewinnen fusionierte sie im März 2000 zur „kanadischen Allianz“, die drei Jahre später im Jahr 2003 mit der „Progressiv-konservativen Partei“ erneut fusionierte. Heute heißt diese nur noch „Konservative Partei“. Jason Kenney hatte zuvor mit dem ersten Ehemann von Danielle Smith, Sean McKinsley, bei der Alberta „Taxpayers Association“ und danach in seinem Parlamentsbüro zusammengearbeitet. Danielle Smith und Kenney wurden daraufhin zu konservativen Verbündeten. Danielle Smith kandidierte erstmals 1998 für einen Posten im „Calgary Board of Education“, da eine politische Weggefährtin namens Peggy Anderson ebenfalls kandidierte und sie dazu ermutigte. Nachdem Danielle Smith den Posten gewann, bildeten sie und Peggy Anderson den inoffiziellen Reformblock im „Calgary Board of Education“. Dort gerieten sie vermehrt in Streit mit den progressiven Schulräten. Danielle Smith sprach sich öffentlich für Schulschließungen aus, um eine bessere Haushaltsplanung zu erreichen. Diese Streitigkeiten führten dazu, dass der Bildungsminister der Provinz intervenierte und diesen Schulausschuss absetzte. Nach 11 Monaten endete damit ihr erster politischer Auftritt.

## Wechsel zur „Wildrose Party“
Danielle Smith verließ im Jahr 2009 die „Progressive Conservative Party of Canada“, nachdem sie immer unzufriedener mit der Finanzpolitik des Parteivorsitzenden Ed Stelmach und ihrer damaligen Partei wurde. Zu dieser Zeit suchte die „Wildrose Alliance“ nach einem neuen Parteivorstand. Die „Progressive Conservative Party of Canada“ schickte den Abgeordneten Rob Anderson, der wie Danielle Smith ebenfalls finanzkonservativ war, um ihr den Austritt aus der Partei auszureden. Danielle Smith weigerte sich aber, in der Partei zu bleiben, da sie der Meinung war, dass die „Conservative Party of Canada“ keine Hoffnung auf eine Wiederherstellung einer gesunden Finanzpolitik machte. Sie sah die einzige Möglichkeit für eine steuerlich konservative Regierung im Beitritt in die „Wildrose Alliance“. Daraufhin wurde sie von Wildrose Funktionären rekrutiert, um für den Parteivorstand zu kandidieren. Im Jahr 2009 gewann Danielle Smith die Wahl um den Parteivorsitz gegen ihren Konkurrenten Mark Dyrholm mit einer Mehrheit von 76,77 %. Die Anhängerschaft für die „Wildrose Alliance“ wuchs immer weiter an und hatte sich seit dem Eintritt von Danielle Smith im Jahr 2009 vervierfacht. Dies wurde erreicht, da die Partei sich auf Fundraising konzentrierte und starke Kandidaten gefunden hatte. Im Januar 2010 verkündete Danielle Smith, dass zwei ehemalige Mitglieder der „Progressive Conservative Party of Canada“ und der Legislativversammlung von Alberta neue Mitglieder der „Wildrose Party“ werden würden. Diese beiden waren Rob Anderson, der zuvor noch beauftragt worden war, Danielle Smith von dem Verbleib in der „Progressive Conservative Party of Canada“ zu überzeugen, und Heather Forsyth. Beide waren von der Führung der Partei durch Ed Stelmach frustriert und beschuldigten die Regierung, undemokratisch zu sein. Der Zugang der beiden neuen Mitglieder führte dazu, dass die „Wildrose Party“ zur drittgrößten Partei wurde und die „New Democrats“ überholen konnte. Zudem trat am 24. Juni 2010 Guy Boutilier der „Wildrose Party“ bei. Damit erreichte die Partei die Mindestanforderung von 4 Mitgliedern in der Legislativversammlung von Alberta und konnte offiziell als Partei anerkannt werden. In den folgenden Jahren gewann die Partei an Mitgliedern und Einfluss, da sie unter anderem vermehrt Skandale ihrer politischen Konkurrentin Alison Redford aufdeckte.
Bei der Provinzwahl von Alberta im Jahr 2012 sah es lange Zeit so aus, als würde Danielle Smith als erste Frau die Wahl in Alberta gewinnen. Umfragen deuteten darauf hin, dass die „Wildrose Party“, die regierende „Progressive Conservative Party of Canada“ besiegen könnte. Die „Wildrose Party“ gewann 17 Sitze mit 34 % der Stimmen und übernahm den Status der offiziellen Opposition der „Alberta Liberty Party“ (10 %). Politische Experten vermuten, dass Danielle Smith die Wahl nicht gewinnen konnte, da sie öffentlich zwei Parteimitglieder namens Allan Hunsperger und Ron Leech verteidigt hatte, die kontroverse Äußerungen bezüglich Homosexualität und Rassismus gemacht hatten. Laut der „National Post“ haben diese Äußerungen, sowie auch die Verweigerung der Verurteilung jener Ansichten, der Partei den Sieg gekostet. Bei der Auswertung der Wahlergebnisse auf der Jahreshauptversammlung der „Wildrose Party“ im Jahr 2012, sprach sich Danielle Smith dann dafür aus, Kandidaten die keine respektvollen Ansichten vertreten, zukünftig von jeglichen Wahlen auszuschließen. Danielle Smith wurde am selben Tag im Süden von Calgary in die Legislativversammlung gewählt und besiegte damit John Barlow von der „Progressive Conservative Party of Canada“.
Nach einem Treffen im Jahr 2014 zwischen Danielle Smith und weiteren Mitgliedern der „Wildrose Party“ und der „Progressive Conservative Party of Canada“ kamen Gerüchte auf, nach denen von einem Parteiwechsel gesprochen wurde. Am 17. Dezember 2014 bestätigte Danielle Smith diese Gerüchte, und sie und weitere acht Mitglieder namens Rob Anderson, Gary Bikman, Rod Fox, Jason Hale, Bruce McAllister, Blake Pedersen, Bruce Rowe und Jeff Wilson wechselten die Parteizugehörigkeit. Danielle Smith sagte, es sei dazu gekommen, weil mehrere Gespräche mit Jim Prentice, dem damaligen Parteivorstand der „Conservative Party of Canada“ dazu geführt hatten, dass sie viele Gemeinsamkeiten erkannt hätte und letztendlich zu dem Entschluss gekommen sei, dass es keinen Sinn ergeben würde, weiterhin Teil der Opposition zu bleiben, wenn man eigentlich mit der Regierung sympathisiere. In einer Rede am 17. Dezember 2014 sagte sie in Bezug auf den Beitritt in die Partei von Jim Prentice „I want this premier to succeed and I want to be part and parcel of helping him succeed“ und machte somit ihre Zugehörigkeit deutlich.

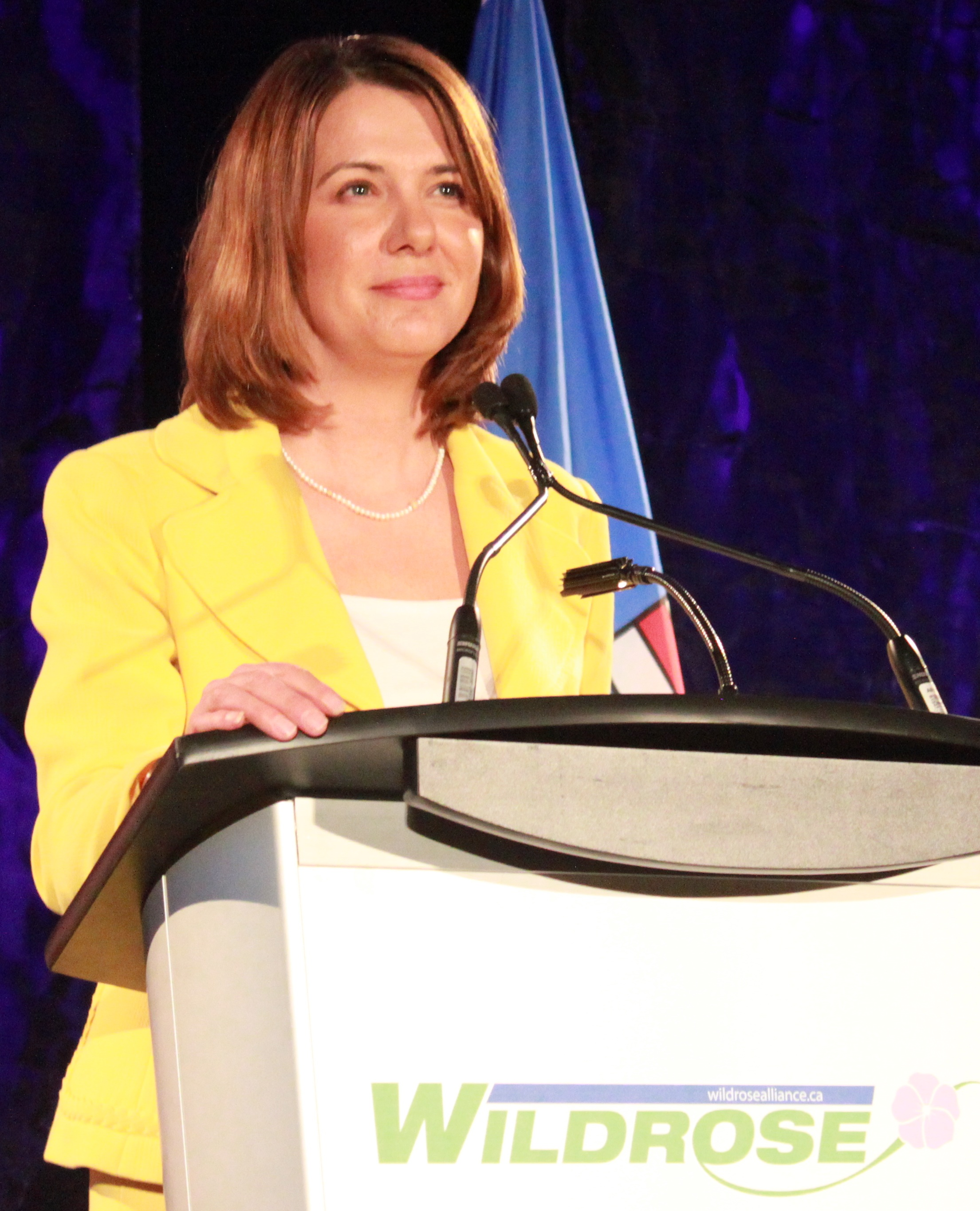
Danielle Smith während ihrer Mitgliedschaft in der „Wildrose Party“

## Premierministerin von Alberta
Nach dem Rücktritt von Jason Kenney kündigte Danielle Smith im Mai 2022 an, dass sie sich für den Parteivorstand der „United Conservative Party“ bewerben würde. Eines ihrer zentralen Anliegen bei ihrer Kandidatur war der „Alberta Sovereignty Act“, welcher für mehr Autonomie des Staates Alberta sorgen sollte. Dieser führte in der eigenen Partei zu viel Kritik, unter anderem auch von ihren Gegnern beim Rennen um den Parteivorstand. Am 6. Oktober 2022 gewann Danielle Smith mit 53,77 % der Stimmen die Wahl zum Parteivorstand. Daraufhin wurde sie am 11. Oktober als 19. Premierministerin von Alberta vereidigt.